# 1477
Пізнє Середньовіччя •  Відродження •  Реконкіста •  Ганза •  Ацтецький потрійний союз •  Імперія інків

## Геополітична ситуація
Османську державу очолює Мехмед II Фатіх (до 1481). Імператором Священної Римської імперії є Фрідріх III. У Франції королює Людовик XI (до 1483).
Апеннінський півострів розділений: північ належить Священній Римській імперії, середню частину займає Папська область, південь належить Неаполітанському королівству. Могутними державними утвореннями півночі є Венеційська республіка, Флорентійська республіка, Генуезька республіка та герцогство Міланське.
Майже весь Піренейський півострів займають християнські Кастилія і Леон, де розпочалася війна за спадщину, Арагонське королівство на чолі з Хуаном II (до 1479) та Португалія, де королює Афонсо V (до 1481). Під владою маврів залишилися тільки землі на самому півдні.
Едуард IV є королем Англії (до 1483), королем Данії та Норвегії — Кристіан I (до 1481), Швецію очолює регент Стен Стуре Старший (до 1497). Королем Угорщини є Матвій Корвін (до 1490), а Богемії — Владислав II Ягелончик. У Польщі королює, а у Великому князівстві Литовському княжить Казимир IV Ягеллончик (до 1492).
Частина руських земель перебуває під владою Золотої Орди. Галичина входить до складу Польщі. Волинь належить Великому князівству Литовському. Московське князівство очолює Іван III Васильович (до 1505).
На заході євразійських степів від Золотої Орди відокремилися Казанське ханство, Кримське ханство, Ногайська орда. У Єгипті панують мамлюки. У Китаї править династія Мін. Значними державами Індостану є Делійський султанат, Бахмані, Віджаянагара. В Японії триває період Муроматі.
У Долині Мехіко править Ацтецький потрійний союз на чолі з Ашаякатлем (до 1481). Цивілізація мая переживає посткласичний період. В Імперії інків править Тупак Юпанкі (до 1493).

## Події
- Московський князь Іван III Васильович розпочав похід проти Новгородської республіки.
- 5 січня, у битві біля Нансі, швейцарсько-лотаринзьке військо завдало поразки армії бургундського короля Карла Сміливого. Сам 44-річний герцог в ході бою загинув. Бургундські війни завершилися.
- Спадкоємиця Карла Сміливого Марія Бургундська змушена повернути фламандським містам вольності, відібрані її батьком. Решту територій Бургундії французький король Людовик XI приєднав до своїх володінь. Пізніше Марія одружилася з Максиміліаном I Габсбургом, внаслідок чого фламандські землі перейшли від Франції до Священної Римської імперії.
- Угорський король Матвій Корвін взяв в облогу Відень і відступив тільки під тиском папи римського. Війна завершилася замиренням з імператором Фрідріхом III.
- Кінець смути Онін в Японії, всеяпонської громадянської війни.
- Засновано Уппсальський університет.
- У саксонському Шнееберзі знайдено найбільший самородок срібла вагою у 20 т.

## Народились
Див. також: Категорія:Народились 1477

## Померли
Див. також: Категорія:Померли 1477